# Петър Фингаров
Петър Енчев Фингаров, известен като Пенко Кундурджията, е български революционер, комунист.

## Биография
Петър Фингаров е роден  в 1868 година в крайно бедно семейство в село Стрелча, Османската империя. Баща му Енчо Фингаров е един от ръководителите на Априлското въстание в Стрелча. Петър Фингаров става член на Българската социалдемократическа партия в Пазарджик , където се намира под прякото влияние и ръководство на нейния основател Георги Стефанов Стойков (1864 – 1937). Включва се активно и в македоно-одринското освободително движение и участва в чети на ВМОРО.
През 1907 година взима участие в основаването на първото в България Дружество за залесяване в град Копривщица и е сред неговите първи настоятели.
Участва в Първата световна война и след демобилизацията в 1918 година е сред основателите на група на Българската комунистическа партия в Стрелча и на учредителното събрание, станало в дома му, е избран единодушно за неин председател. В 1922 година БКП печели общинските избори в Стрелча и Фингаров става помощник-кмет на общината, като развива активна дейност. На следната 1923 година активно участва в Септемврийското въстание, за което е преследван от властите.
Умира в 1930 година.
В 1962 година, при тържественото честване на 40-годишнината от така наречената Стрелчанска комуна, Фингаров е награден посмъртно от Президиума на Народното събрание с орден „Народна свобода 1941 — 1944 година“ втора степен.